# Plectropomus maculatus
Plectropomus maculatus là một loài cá biển thuộc chi Plectropomus trong họ Cá mú. Loài này được mô tả lần đầu tiên vào năm 1790.

## Từ nguyên
Tính từ định danh maculatus trong tiếng Latinh có nghĩa là "lốm đốm", hàm ý đề cập đến các đốm màu xanh óng trên cơ thể của loài cá này.

## Phạm vi phân bố và môi trường sống
Từ bờ biển Ấn Độ (gồm cả Lakshadweep và quần đảo Andaman và Nicobar), P. maculatus được phân bố trải dài về phía đông đến vùng biển các nước Đông Nam Á, Papua New Guinea và quần đảo Solomon, ngược lên phía bắc đến cực nam đảo Đài Loan, giới hạn phía nam đến Úc (từ Houtman Abrolhos, Tây Úc vòng qua phía bắc đến phía nam bang Queensland), xa nhất ở phía đông đến Grande-Terre (Nouvelle-Calédonie).
Ở Việt Nam, P. maculatus được ghi nhận tại cù lao Chàm (Quảng Nam); Ninh Thuận; Phan Thiết, cù lao Câu và một số bãi ngầm xa bờ Bình Thuận; Côn Đảo; quần đảo An Thới (Phú Quốc, Kiên Giang).
P. maculatus sống tập trung trên các rạn viền bờ (ít khi nhìn thấy ở khu vực rạn san hô ngoài khơi xa), độ sâu có thể đến ít nhất là 100 m. Ở rạn san hô Great Barrier, cá con được tìm thấy gần san hô Acropora dạng cụm, chủ yếu trên nền cát; cá trưởng thành thường sống gần Acropora dạng tấm hơn.

## Mô tả
Chiều dài cơ thể lớn nhất được ghi nhận ở P. maculatus là 125 cm. Loài này có màu đỏ nâu hoặc lục xám tùy theo môi trường mà chúng sinh sống, nhưng trên cơ thể luôn xuất hiện dày đặc các chấm màu xanh lam óng. Các chấm xanh ở đầu và thân trước nhìn chung lớn hơn; một vài đốm thường kéo dài thành những vạch ngắn là đặc điểm giúp phân biệt P. maculatus với Plectropomus leopardus, và có thể với cả Plectropomus pessuliferus.
Số gai ở vây lưng: 8; Số tia vây ở vây lưng: 11; Số gai ở vây hậu môn: 3; Số tia vây ở vây hậu môn: 8; Số tia vây ở vây ngực: 16–17; Số gai ở vây bụng: 1; Số tia vây ở vây bụng: 5; Số vảy đường bên: 88–101.

## Sinh thái học
P. maculatus mang giới tính đực từ khi còn là cá con, nhưng cũng có thể là từ cá cái trưởng thành chuyển đổi thành (những con đực này được gọi là lưỡng tính tiền nữ).
P. maculatus có thể sống được đến ít nhất là 13 năm. Loài cá mú này hợp thành đàn để sinh sản. Ở bờ đông Úc, P. maculatus và P. leopardus có thể tạp giao với nhau.
Thức ăn của P. maculatus chủ yếu là những loài cá nhỏ hơn, cá con còn có thể ăn cả động vật giáp xác và động vật thân mềm.

### Loài bắt chước
Cá con P. maculatus có thể bắt chước kiểu hình của một số loài cá nóc Canthigaster (như Canthigaster valentini và Canthigaster papua), tuy nhiên ở rạn san hô Great Barrier, P. maculatus chưa trưởng thành còn bắt chước kiểu hình của cá lượng con Scolopsis monogramma.
P. maculatus còn nhỏ lợi dụng vẻ ngoài giống với cá nóc độc để tránh sự săn lùng của những loài ăn thịt (gọi là bắt chước kiểu Bates) cũng như để tăng khả năng tiếp cận con mồi được nhắm đến (bắt chước tấn công). Tương tự, P. maculatus lợi dụng vẻ ngoài và hành vi tìm kiếm các loài giáp xác dưới đáy biển của S. monogramma để săn những loài cá bống sống dưới cát.

## Thương mại
P. maculatus được khai thác ở vài nơi trong phạm vi phân bố của chúng. Tuy là một loài cá thực phẩm được đánh giá có thịt rất ngon, P. maculatus có thể gây ngộ độc ciguatera.